# Т (паровоз)
Паровозы серии Т — товарные и пассажирские паровозы русских и советских железных дорог с осевой формулой 0-3-0, 1-3-0 и 0-3-1 («Трёхосные» или «Трёхпарки»), объединенные по классификации 1912 года в одну серию.

## Первые трёхосные товарные паровозы русских железных дорог

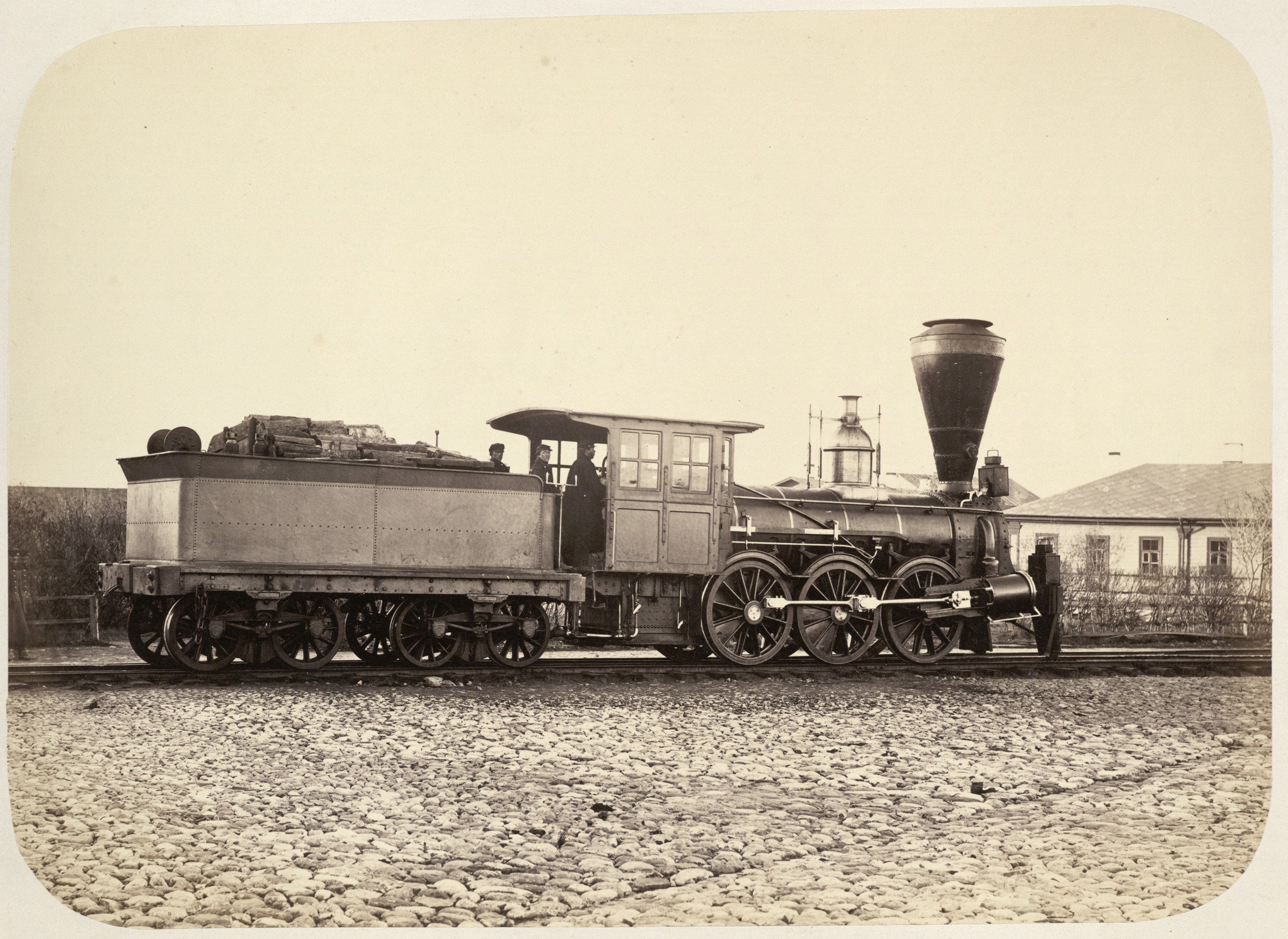
Паровоз серии Г_{Б} Петербурго-Московской железной дороги.

Паровозы такого типа, предназначенные для вождения товарных составов, работали на отечественных железных дорогах со дня открытия Петербурго-Московской линии: в марте 1845 г. Александровский завод выпустил для неё два локомотива 0-3-0, которые оказались первыми товарными паровозами, построенными в России. До 1848 г. был произведен 121 трёхосный паровоз, но к 1912 г. ни одна из этих машин не дожила и, соответственно, в серию Т не вошла: с конца 1850-х гг. их постепенно заменили четырёхосными локомотивами. На дороге паровозы типа 0-3-0 обозначались литерой Г с подстрочными индексами — обозначение этой буквой трёхосных локомотивов стало на период, продлившийся до конца 1860-х гг., обычной практикой и на других русских железных дорогах.
Следующими железными дорогами, начавшими эксплуатацию трёхосных машин вслед за Петербурго-Московской линией, были дороги Петербурго-Варшавская, Московско-Нижегородская и Московско-Рязанская (Московско-Казанская). Здешние паровозы серии Г строились в основном заграничными заводами и со значительными улучшениями, повышавшими их мощность. Часть этих локомотивов, не снятая с поездной работы и не переделанная в танк-паровозы, дождалась переклассификации 1912 г. и вошла составной частью в серию Т. К этому времени на Московско-Нижегородской линии трёхосных паровозов уже не осталось: в 1897—1900 гг. дорога передала их Петербурго-Варшавской линии вместе с локомотивами, которые ранее, в 1880 г., у неё занимала, — поэтому переименованию подверглись только машины Петербурго-Варшавской и Московско-Рязанской железных дорог.

## Первые паровозы ранних серий Т

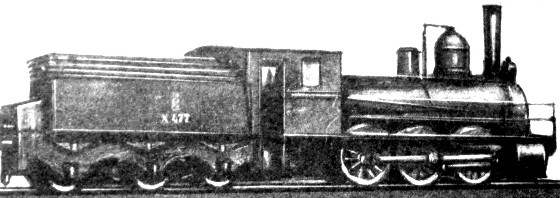
Паровоз серии Т, завод Гартмана.

Хорошая работа паровозов серии Г привела к их широкому распространению по русским железным дорогам, где они перестали носить первоначальную литеру и обозначались самыми разнообразными буквами. Литеру же Т впервые получили трёхосные паровозы, произведённые в 1868 г. германским заводом Гартмана для строившейся Курско-Харьково-Азовской железной дороги. Буква Т, которую писали прежде номера, обозначала характер паровоза: Товарный.

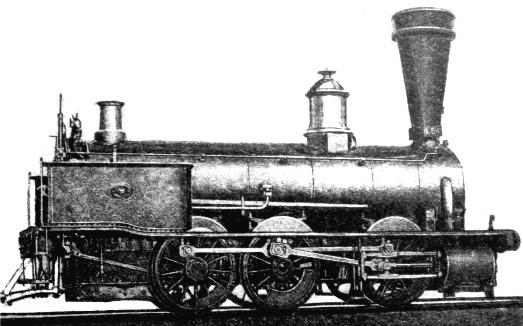
Паровоз серии Т, Коломенский завод, тип 1.

Взяв за основу локомотивы Гартмана и машины, выпущенные французскими заводами Кайль, Коломенский завод создал в 1870 г. трёхосный паровоз 1-го заводского типа для всё той же Курско-Харьково-Азовской железной дороги. 8 машин, выпущенные этим годом из фабричных ворот и также получившие на линии обозначение литерой Т, стали для завода первыми паровозами собственной постройки. Первоначально на локомотивах не было будок машиниста, и паровозная бригада практически ничем не защищалась от непогоды. Будки установили в 1873—1874 гг., что позволило в 1895 г. передать часть паровозов на Забайкальскую железную дорогу, пролегавшую в несравненно более суровых местах, чем южные дороги России. На новом месте службы локомотивам сохранили литеру Т, прибавив нижний индекс К. На других дорогах паровозы 1-го заводского типа носили иные названия. Например, на Воронежско-Ростовской железной дороге их обозначали буквами СТ, что означало: братьев Струве (владельцы Коломенского завода) Товарный паровоз.

## Пик в производстве трёхосных товарных паровозов
Пик в производстве трёхосных товарных паровозов пришёлся на 1858—1880 гг. Первоначально русские железные дороги заказывали их заграничным заводам, те строили первые машины, и если они оказывались удачными, к дальнейшей постройке привлекались сторонние производители — как отечественные, так и зарубежные. Позже русские заводы начали вносить в конструкцию паровозов разного рода изменения, а затем и проектировать собственные локомотивы. Часть построенных машин, и иностранных и отечественных, поступала на линии для поездной работы, а часть — зачислялась в военный запас и запас Департамента железных дорог Министерства путей сообщения. Паровозы запаса обеспечивали армейские перевозки во время Русско-турецкой войны 1877—1878 гг., а после войны их либо вновь зачислили в запас и хранили на станции Унгены, либо поставили обслуживать Бендеро-Галацкую железную дорогу. В 1879—1882 гг. бо́льшую часть локомотивов передали Юго-Западной железной дороге, меньшую — распределили между другими линиями.

### Паровозы заграничного производства
Первыми заграничными заводами, получившими заказ на трёхосные паровозы от русских дорог были французские: Кайль, Графенштаден близ Страсбурга, Гуэн и Шнейдер (1858 г.). В 1860 г. к ним присоединились германские Зигль и Кесслер, а в 1861 г. — бельгийский Эврард. Локомотивы последнего поступили на Грушевско-Донскую железную дорогу. Вслед за Эврардом паровозы начали строить немецкий Борзиг (1866 г.), английские предприятия (1868 г.) и немецкие же Шварцкопф (1870 г.) и Ганноверское общество (1871 г.).
Паровозы Борзига оказались важным этапом в развитии конструкции трёхосных локомотивов на русских дорогах. В начале 1870-х гг. завод разработал единый вариант паровоза для России, заказы на который начали размещать как на самом Борзиге, так и у сторонних производителей. Локомотив имел: рессоры задних колёсных пар, установленные на одной высоте со своими балансирами; котёл диаметром 1290 мм со 171 дымогарной трубой, каждая из которых была длиной 4235 мм и диаметром 45/50 мм; цилиндры диаметром 457 мм; парораспределительный механизм Аллана с внутрирамным расположением кулисы; винтовой механизм перемены хода и инжекторы системы Борзига. Паровозы Борзига либо копировались отечественными производителями: типы 16 и 21 Коломенского завода, — либо брались за основу при проектировании собственных машин: 1 и 2 варианты Мальцевского завода, локомотивы Невского завода, паровозы серии О Воткинского завода. Последние три производителя за 10 лет, с 1870 по 1880 гг., построили 334 паровоза близких по конструкции к машинам Борзига.
Не менее важными для русских дорог стали разработки завода Шнейдер. В 1867 г. его инженеры создали паровоз заводского типа 67, который поступил в производство на следующий, 1868 г. Локомотив отличался приподнятыми относительно 2-х передних осей задними рессорами, которые балансирами связаны не были. На паровозе устанавливался парораспределительный механизм Стефенсона с внутрирамным расположением кулисы, а парообразование обеспечивалось 151 дымогарной трубой диаметром 49/54 мм. Первоначально машины этого типа поставлялись на только открытую Орловско-Витебскую железную дорогу, где обозначались литерой Б. Последовательные изменения в конструкции 67-го типа, произведённые заводом, привели к появлению в 1869 г. типа 71, а в 1873 г. — типов 78 и 78 бис. С незначительными изменениями паровозы 67 типа выпускали: с 1872 г. Невский завод, с 1873 г. завод Шихау, — а Коломенский завод на основе 67-го типа создал собственный локомотив — 7-го заводского типа. 67 тип послужил образцом и для паровозов английского производства, которые начали поступать на ту же Орловско-Витебскую железную дорогу в 1868 г., а также для локомотивов завода Шварцкопф, которые впервые появились на Балтийской железной дороге в 1870 г.
В 1869 г. железные дороги, на которых были участки пути с тяжёлым профилем, началии заказывать трёхосные паровозы с увеличенными размерами паровой машины. Трёхосные локомотивы с обычной машиной не справлялись в столь сложных условиях с вождением поездов увеличенного веса, а четырёхосные паровозы имели более высокую стоимость (30—35 тыс. руб. против 23—25 тыс. руб. за тип 0-3-0) и были дороже в эксплуатации примерно в 1,5 раза. Заграничные заводы (Байер—Пикок, Борзиг, Гартман, Гуэн, Зигль, Нельсон и Шварцкопф) разработали для этих дорог локомотивы с цилиндрами большего диаметра (460—508 мм), которых за десять лет построили 216 штук. Паровозы первоначально получили самые различные литерные обозначения, и лишь на Курско-Харьково-Азовской железной дороге, будучи товарными, традиционно зачислялись в серию Т.
Заграничной же постройки были на русских дорогах паровозы с внутрирамным расположением паровой машины: шатуны таких локомотивов цеплялись не к кривошипам, расположенным снаружи ведущих колёс, а к коленчатым осям между ними. Наружными оставались только дышла, связующие колёсные пары. Таких паровозов для России англичане и бельгийцы построили 32. Тем временем с 1872 г. американский Балдвин поставлял на отечественные дороги локомотивы с не совсем обычной для русских товарных паровозов осевой формулой: 1-3-0. Сцепной вес такого рода машин, общее число которых за шесть лет возросло до 59, никак не увеличивался.

### Паровозы русских заводов
В 1875 г. Коломенский завод запустил в производство товарный паровоз 13-го заводского типа, который принято считать наиболее удачным трёхосным локомотивом этого предприятия. Проект составлялся с учётом опыта, накопленного при постройке паровозов 7-го и 12-го типов, созданных на основе локомотивов Шнейдера и Шварцкопфа. Паровозы 13-го типа, относившиеся к локомотивам «правительственного заказа» Департамента железных дорог, строились с 1875 по 1890 гг. и являлись предшественниками других «правительственных» серий: Ч, О, Щ и Э. На них применялись: котёл, оснащённый 168 дымогарными трубами диаметром 46/51 мм и соединённый с медной топкой анкерными болтами, медные же паропроводные и пароотводные трубы, два инжектора Фридмана, сбалансированные как у шнейдеровских локомотивов рессоры передней и средней осей и парораспределительный механизм Аллана как у паровозов завода Шварцкопф с внутрирамным расположением кулисы. Бо́льшая часть локомотивов 13-го типа отапливалась углем, остальные работали на дровах.
Первые из этих паровозов поступили на строившуюся Фастовскую железную дорогу, последние — в 1885 г. на Среднеазиатскую. Для самого последнего локомотива 13-го типа, выпущенного в 1890 г., дорога назначения неизвестна. Всего же за годы производства было построено 124 паровоза этой конструкции.
В том же 1875 г., что и Коломенский завод, производство своих лучших трёхосных паровозов начал завод Невский. В предыдущем, 1874 г., он заключил контракт с Департаментом железных дорог на поставку такого рода локомотивов, а на следующий год первые 16 паровозов поступили на Балтийскую железную дорогу. Локомотивы, прозванные машинистами «Русак» или «Русачок», поскольку Невский завод в те годы носил название «Русское общество механических и горных заводов», были во многом похожи на коломенские паровозы 13-го типа: прежде всего экипажной частью и своими топками. Однако присутствовали и значительные отличия: дымогарных труб было больше — 175, а в качестве парораспределительного применялся механизм Стефенсона.
За 6 лет Невский завод построил 443 «Русака», с течением времени внося в их конструкцию изменения. Последние 42 паровоза поступили на Среднеазиатскую дорогу, а в 1886 г. под руководством управляющего заводом инженера Самарина началось производство так называемых «Русаков тяжёлых»: с утолщёнными котельными листами и бандажами, увеличенным диаметром цилиндров (456 мм) и парораспределительным механизмом Аллана. Тяжёлые «Русаки» работали на Привислинской, Московско-Брестской и Московско-Ярославско-Архангельской железных дорогах. На последней они обозначались литерами Рт: «Русак тяжёлый».

## Трёхосные пассажирские паровозы
В 1878 г. Коломенский завод построил для Уральской Горнозаводской железной дороги первые в мире пассажирские паровозы с осевой формулой 1-3-0. На заводе они обозначались как заводской тип 20, на дороге получили литеру А и номера 1 — 16. Поскольку Горнозаводская железная дорога до 1896 г. была островной и не соединялась с другими железными дорогами империи, построенные для неё паровозы доставлялись туда водным путём. Максимальная скорость локомотивов была 60 км/ч, и на них применялось удобное устройство для очистки колосниковой решётки от золы и шлака: её часть могла опрокидываться внутрь зольника при помощи винтовой передачи. Устройство было забыто после постройки указанных паровозов и вновь о нём вспомнили только через 36 лет: его начали устанавливать на пассажирских паровозах серии Б в 1914 г., а на товарных серии Э, произведённых на Луганском заводе, в 1915 г.
Паровозы серии А зарекомендовали себя на дороге удовлетворительно, но дальнейшего распространения не получили, так как в эксплуатации появились более мощные локомотивы серии Н. В 1912 г. паровозы зачислили в серию Т с надстрочным индексом К: Тк.